# Katherine Mortimer
Katherine Mortimer (Ludlow, 1314 – 4 agosto 1369) è stata una nobile inglese, contessa di Warwick per matrimonio.

## Biografia
Era figlia di Ruggero Mortimer e di sua moglie Giovanna e nacque nel castello di Ludlow, nello Shropshire.
Suo padre fu governatore de facto dell'Inghilterra insieme all'amante Isabella di Francia, regina consorte in quanto moglie di Edoardo II d'Inghilterra. Il re successivamente venne deposto nel 1326 e assassinato per ordine dei due amanti.
Katherine aveva solo sedici anni quando suo padre venne imprigionato per ordine di Edoardo III, impiccato il 26 novembre 1330 e il suo corpo fatto a pezzi, pena prevista per il Regicidio.
Ciò non impedì più tardi a Katherine di entrare a far parte della corte reale e diventarne una delle protagoniste sotto il regno di Edoardo III.

## Matrimonio
Il 19 aprile 1319, ad appena cinque anni, Katherine venne data in sposa a Thomas de Beauchamp, XI conte di Warwick figlio maggiore di Guy de Beauchamp, X conte di Warwick e di Alice de Toeni.
Per il loro matrimonio fu necessaria la dispensa papale in quanto la coppia era legata da vincolo di parentela. Thomas era divenuto conte di Warwick all'età di due anni per cui Katherine divenne contessa consorte.
Le trattative matrimoniali erano state avviate nel luglio 1318 al fine di risolvere le controversie tra le due famiglie circa la sovranità di Elfael, che venne concesso a Katherine come dote. Essendo minore di età, la custodia venne affidata a Roger Mortimer.
La coppia ebbe quindici figli:
- Guy (?-28 aprile, 1360). Aveva due figlie naturali che vennero escluse dalla successione dal nonno: Elizabeth (?-1369) e Katherine, che divenne suora;
- Thomas (1337-1401), che succedette al padre ed ereditò la maggior parte della sua proprietà;
- Reinbrun, (?-1361);
- William (c.1343-1411), che ereditò Abergavenny e sposò Joan FitzAlan;
- Roger (?-1361);
- Maud (?-1403), che sposò Roger de Clifford, V barone di Clifford;
- Philippa (?-?) che sposò Hugh de Stafford, II conte di Stafford;
- Alice (?-1383), che sposò prima John Beauchamp, III barone Beauchamp e poi Sir Matthew Gournay;
- Joan (?-?), che sposò Ralph Basset, IV barone Basset di Drayton;
- Isabel (?-1416) che sposò prima John le Strange, V barone Strange, e poi William de Ufford, II conte di Suffolk . Dopo la morte di quest'ultimo divenne suora.
- Margaret (?-?), che sposò Guy de Montfort e dopo la sua morte si fece suora;
- Elizabeth (?-?), moglie di Thomas de Ufford;
- Anne (?-?), che sposò Walter de Cokesey;
- Juliana (?-?);
- Katherine (?-?), che divenne monaca a Shouldham.

Katherine divenne più tardi un importante personaggi presso la corte di Edoardo III. Come segno del favore reale, venne scelta come una delle madrine di Filippa Plantageneta.

## Morte
Ella morì il 4 agosto 1369 all'età di 55 anni. Due anni prima della morte, nel 1367, ricevette un legato testamentario da sua sorella Agnes de Hastings, contessa di Pembroke.
Venne inumata nella chiesa di Santa Maria a Warwick, nel Warwickshire. Il suo corpo giace accanto a quello del marito, che morì tre mesi dopo di lei di peste nera.